# Joan Frederic I de Württemberg
Joan Frederic I de Württemberg (en alemany Johann Friedrich von Württemberg) va néixer a la població francesa de Montbéliard el 5 de maig de 1582 i va morir a Heidenheim el 18 de juliol de 1628. Era un noble alemany de la nissaga dels Württemberg, fill del duc Frederic I (1557-1608) i de Sibil-la d'Anhalt (1564-1614).
Tot i néixer al palau de Montbéliard, la seva família es traslladà a Stuttgart, quan ell tenia només cinc anys. En morir el seu pare, el 1608, Joan Frederic el va succeir al capdavant del ducat de Württemberg, així com del principat de Montbéliard amb el títol de comte.
El 1608, els prínceps protestants van abandonar la Dieta de l'Imperi i es van reunir a Anhausen, prop de Nördlingen, per constituir la Unió Protestant. Son pare havia començat les negociacions després de l'ocupació de la ciutat de Donauwörth per part de les tropes imperials. La Unió protestant fou dissolta el 1621, poc després de l'inici de la Guerra dels Trenta Anys.
Joan Frederic va prometre, llavors, fidelitat a l'emperador. Malgrat la teòrica neutralitat després de la batalla de Wimpfen, el 1622, on va morir son germà, els guanyadors van envair el nord del ducat de Württemberg, i s'hi van quedar durant els anys següents, hi van fer molts estralls.
Va governar durant nou anys el principat de Montbéliard. Durant aquesta època Albert VII d'Àustria, governador dels Països Baixos i del Franc Comtat, va reclamar el principat en nom d'Espanya, amb la intenció d'annexionar-lo al Franc Comtat. Joan Frederic va recórrer a l'aliança amb el rei Enric IV de França, que tenia deutes financers amb son pare. El 1612 es va confirmar que el comtat de Montbéliard i les terres de Blamont, Châtelot, Clemont i Hericourt romanien independents del Franc Comtat.
El 1617, Joan Frederic i els seus germans, Lluís Frederic, Juli Frederic i Frederic Aquil·les i Magnus, acordaren que el comtat de Montbéliard i totes les seves dependències fossin cedides a Lluís Frederic. Per la seva banda, Juli Frederic va rebre les terres de Brenz Weiltingen. Així van néixer les dues branques paral·leles de Württemberg-Montbéliard (extingida el 1723) i de Württemberg-Weiltingen (extingida el 1792). Finalment els altres dos germans, Frederic Aquil·les i Magnus van rebre els castells de Neuenstadt i de Neuenburg respectivament.

## Matrimoni i fills
El 5 de novembre de 1609 es va casar a Stuttgart amb la princesa Bàrbara Sofia de Brandenburg (1584-1636), filla de l'elector Joaquim Frederic (1546-1608), i de Caterina de Brandenburg-Küstrin (1549-1602). El matrimoni va tenir els següents fills:
- Enriqueta (1610-1623)
- Frederic, nascut i mort el (1612)
- Antònia (1613-1679).
- Eberhard III (1614-1674), casat primer amb Anna Caterina de Salm-Kyrburg (1614-1655), i després amb Dorotea d'Oettingen (1636-1698).
- Frederic (1615-1682), casat amb Clara Augusta de Brunsvic-Wolfenbuttel (1632-1700).
- Ulric (1617-1671), casat primer amb la comtessa Sofia Dorotea de Solms-Sonnewalde (1622-1648), i després amb Elisabet d'Arenberg (1623-1678).
- Anna Joanna (1619-1679)
- Sibil·la (1620-1707), casada amb Leopold Frederic de Württemberg (1624-1662).